# Bootsie Barnes
Robert „Bootsie“ Barnes (* 27. November 1937 in Philadelphia, Pennsylvania; † 22. April 2020 in Wynnewood, Pennsylvania) war ein US-amerikanischer Jazz-Saxophonist.

## Leben und Wirken
Barnes wuchs in einer Musikerfamilie auf: sein Vater war Trompeter in Bill Doggetts Bigband, sein Cousin war sechsundzwanzig Jahre lang Saxophonist und Klarinettist in Duke Ellingtons Band. Barnes hatte mit sechs Jahren Klavierunterricht, wechselte zehnjährig zum Schlagzeug und an der Schule von Graterford, wo er ab dem sechzehnten Lebensjahr ein Jazzstudium absolvierte, zum Saxophon. Dort waren u. a. Lex Humphries, Bill Cosby, Al „Tootie“ Heath, Spanky DeBrest und Lee Morgan seine Mitschüler. Ein wichtiger Lehrer in dieser Zeit war der artist-in-residence Freddy Lacey.
Er trat dann in allen wichtigen Jazzklubs Philadelphias auf und war von 1971 bis 1974 Assistant Secretary von Jimmy Adams’ Local 274 American Federation of Musicians (später Clef Club of the Performing Arts). Er arbeitete u. a. mit Shirley Scott, Jimmy Smith, Don Patterson, Jimmy McGriff, Jack McDuff, Charles Earland, Trudy Pitts, Papa John und Joey DeFrancesco, Philly Joe Jones und Al Grey.
Ende der 1980er Jahre tourte er mit Bill Cosby und war Gast in der Bill Cosby Show; 2001 trat er mit Cosby beim Playboy Jazz Festival und dem Newport Jazz Festival auf. Er unternahm Tourneen durch die USA, Kanada und Europa, wurde u. a. mit dem Marjorie Dockery Volunteer Award und dem Greater Jamaica Development Corporation Award ausgezeichnet und nahm vier Alben als Bandleader mit seinem eigenen Quartett bzw. Quintett auf.
Barnes starb mit 82 Jahren im Lankenau Hospital während der COVID-19-Pandemie in den Vereinigten Staaten an den Folgen einer SARS-CoV-2-Infektion.

## Diskographische Hinweise
- Been Here All Along (1984)
- Hello (2003)
- You Leave Me Breathless (2001)
- Boppin' Round the Center, (2003)
- Bootsie Barnes & Larry McKenna: The More I See You, Cellar Live, 2018